# Když skočila
Když skočila (Cuando ella saltó; anglicky When She Jumped) je argentinský film z roku 2007, který byl ve světové premiéře představen na 42. Mezinárodním filmovém festivalu Karlovy Vary. 

## Tvůrci filmu
- Výtvarník: Cecilia Buldain
- Výroba: Zoelle Producciones

## Děj filmu
Ramiro odmalička žije jen s matkou. Je mu šestadvacet, zatím se poflakuje a jeho představy o budoucnosti jsou tak trochu naivní a dětinské. Když Angela padá v sebevražedném skoku ze střechy, je Ramiro náhodou u toho. Nahoře najde její batůžek s fotkami, deníkem a cédéčkem s jejím hlasem: „Nauč se pozorovat. Co se děje uvnitř, děje se i na povrchu… Nauč se chápat rozdíl mezi viděním a díváním.“ To jsou výzvy, jaké Ramiro právě potřebuje. Chce vše doručit rodině dívky, a pozná tak Angelino dvojče Lilu, která se za svou sestru vydává, aby jako Angela mohla vydělávat v baru a také aby si nějak zpřítomnila milovanou sestru.